# Verneuil-Grand
Pour les articles homonymes, voir Verneuil.
Verneuil-Grand est une commune française, située dans le département de la Meuse en région Grand Est.

## Géographie

### Localisation
Verneuil-Grand est une commune rurale, délimitée à l’extrême nord-est par la frontière franco-belge qui la sépare de la province de Luxembourg, se trouve dans la Lorraine gaumaise. Elle jouxte par l'est Montmédy et est située à vol d'oiseau à 40 km au sud-est de Sedan, 34 km au sud-ouest d'Arlon, 25 km à l'ouest de Longwy et 52 km de la ville de Luxembourg, 58 km au nord-ouest de Thionville, 41 km au nord de Verdun et 76 km à l'est de Rethel.
La commune se trouve dans la zone d'emploi de Sedan et le bassin de vie de Montmédy.

### Communes limitrophes
Le territoire de la commune est limitrophe de ceux de cinq communes :
| Verneuil-Petit |                | Thonne-la-Long       |
|                | Verneuil-Grand | Écouviez             |
|                | Villécloye     | Bazeilles-sur-Othain |

### Géologie et relief
La superficie de la commune est de 6,21 km2 ; son altitude varie de 184  à   348 mètres.

### Hydrographie

#### Réseau hydrographique

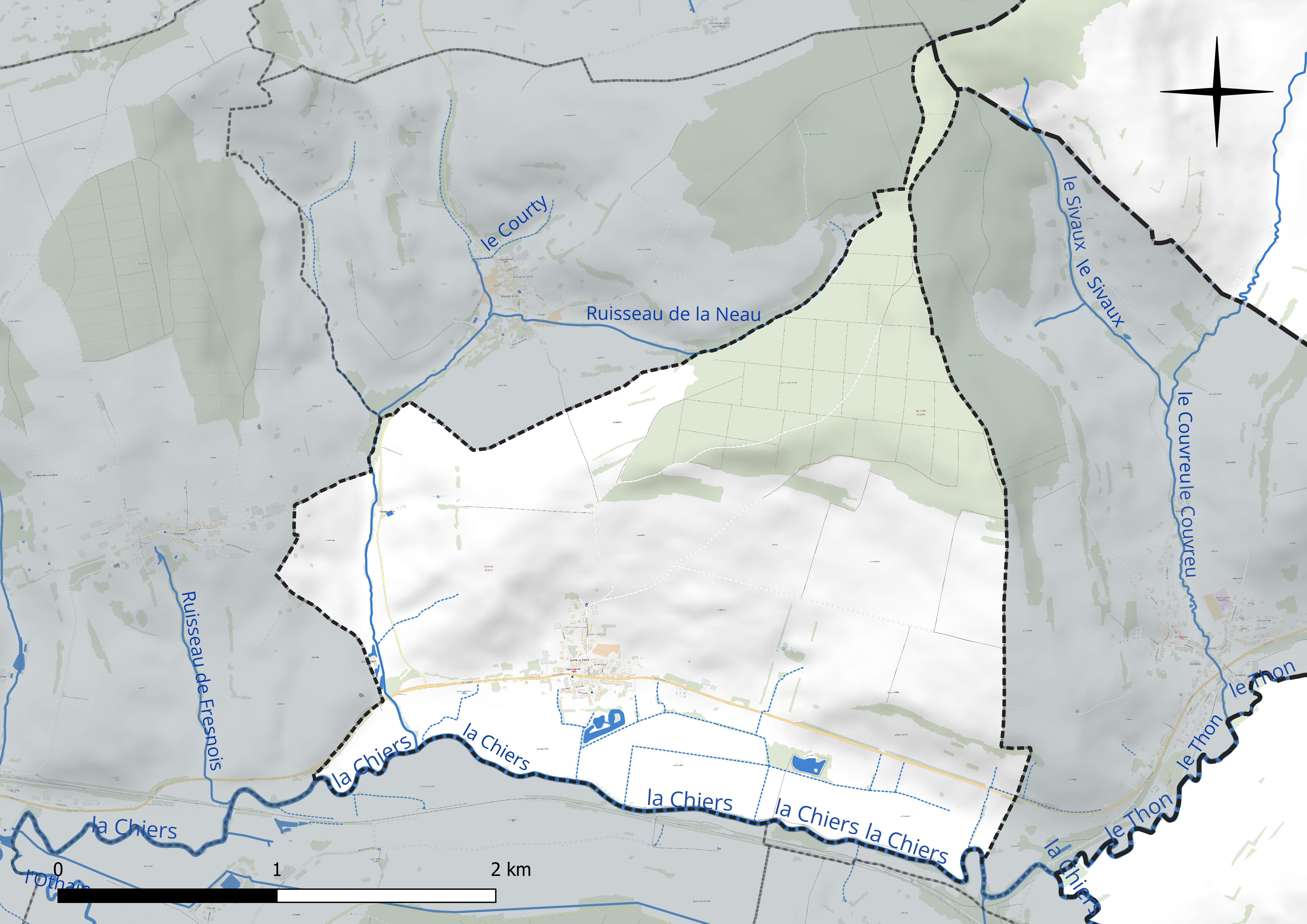
Réseau hydrographique de Verneuil-Grand.

La commune est dans le bassin versant de la Meuse au sein du bassin Rhin-Meuse.
Elle est drainée par la Chiers et le ruisseau de la Neau,.
La Chiers, d'une longueur de 127 km, prend sa source dans la commune de Mont-Saint-Martin et se jette  dans la Meuse à Remilly-Aillicourt, après avoir traversé 46 communes.

#### Gestion et qualité des eaux
Le territoire communal est couvert par le schéma d'aménagement et de gestion des eaux (SAGE) « Bassin ferrifère ». Ce document de planification concerne le périmètre des anciennes galeries des mines de fer, des aquifères et des bassins versants hydrographiques associés qui s’étend sur 2 418 km2. Les bassins versants concernés sont celui de la Chiers en amont de la confluence avec l'Othain, et ses affluents (la Crusnes, la Pienne, l'Othain), celui de l'Orne et ses affluents et celui de la Fensch, le Veymerange, la Kiesel et les parties françaises du bassin versant de l'Alzette et de ses affluents (Kaylbach, ruisseau de Volmerange). Il a été approuvé le 27 mars 2015. La structure porteuse de l'élaboration et de la mise en œuvre est la région Grand Est.
La qualité des cours d’eau peut être consultée sur un site dédié géré par les agences de l’eau et l’Agence française pour la biodiversité.

### Climat
Pour des articles plus généraux, voir Climat du Grand Est et Climat de la Meuse.
En 2010, le climat de la commune est de type climat de montagne, selon une étude du Centre national de la recherche scientifique s'appuyant sur une série de données couvrant la période 1971-2000. En 2020, Météo-France publie une typologie des climats de la France métropolitaine dans laquelle la commune est dans une zone de transition entre le climat océanique altéré et le climat océanique altéré et est dans la région climatique Lorraine, plateau de Langres, Morvan, caractérisée par un hiver rude (1,5 °C), des vents modérés et des brouillards fréquents en automne et hiver.
Pour la période 1971-2000, la température annuelle moyenne est de 9,4 °C, avec une amplitude thermique annuelle de 16,1 °C. Le cumul annuel moyen de précipitations est de 913 mm, avec 14 jours de précipitations en janvier et 9,5 jours en juillet. Pour la période 1991-2020, la température moyenne annuelle observée sur la station météorologique de Météo-France la plus proche, « Villette », sur la commune de Villette à 11 km à vol d'oiseau, est de 10,1 °C et le cumul annuel moyen de précipitations est de 909,4 mm. 
La température maximale relevée sur cette station est de 39 °C, atteinte le 25 juillet 2019 ; la température minimale est de −14,8 °C, atteinte le 20 décembre 2009,,.
Les paramètres climatiques de la commune ont été estimés pour le milieu du siècle (2041-2070) selon différents scénarios d'émission de gaz à effet de serre à partir des nouvelles projections climatiques de référence DRIAS-2020. Ils sont consultables sur un site dédié publié par Météo-France en novembre 2022.

## Urbanisme

### Typologie
Au 1er janvier 2024, Verneuil-Grand est catégorisée commune rurale à habitat dispersé, selon la nouvelle grille communale de densité à sept niveaux définie par l'Insee en 2022.
Elle est située hors unité urbaine et hors attraction des villes,.

### Occupation des sols

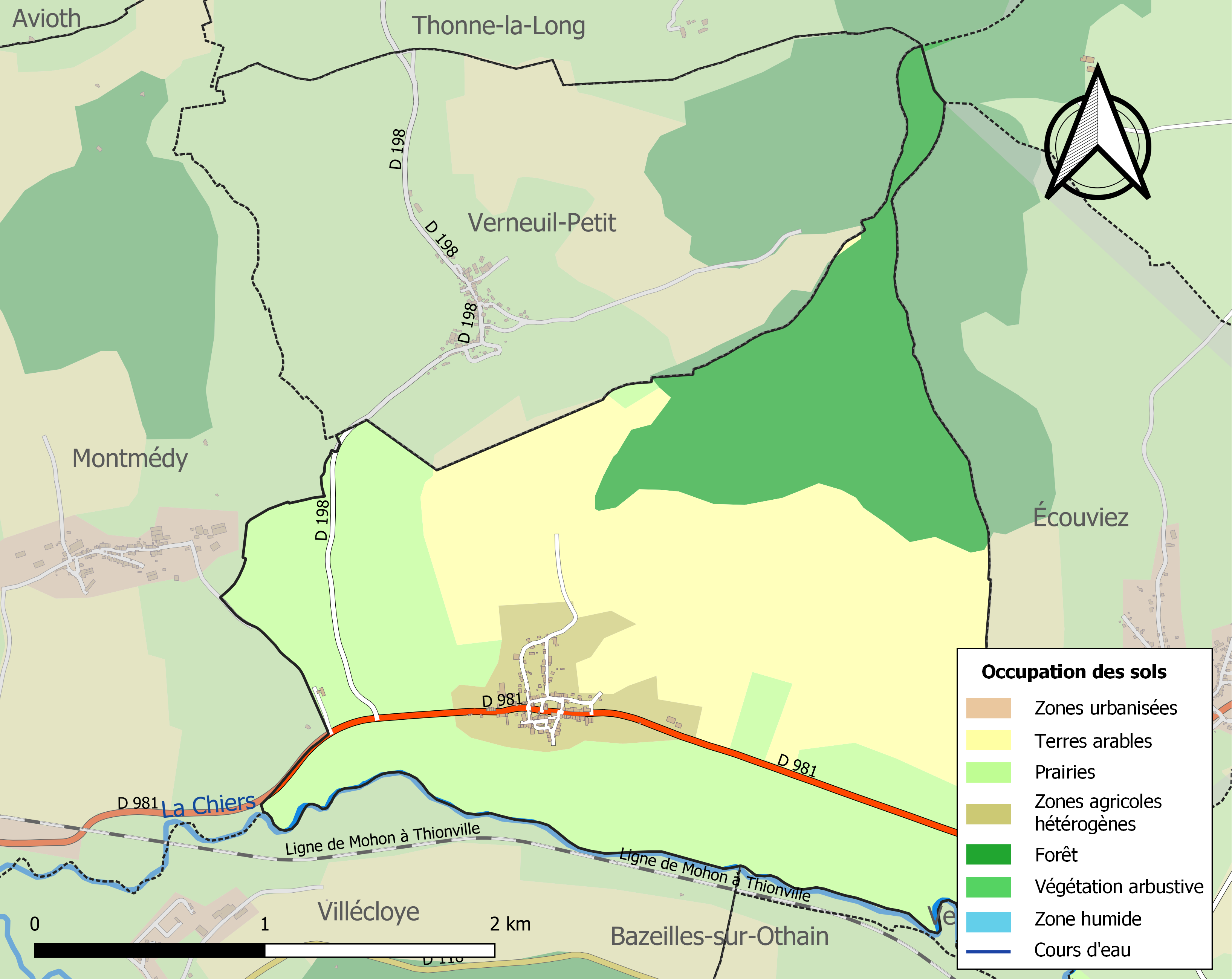
Carte des infrastructures et de l'occupation des sols de la commune en 2018 (CLC).

L'occupation des sols de la commune, telle qu'elle ressort de la base de données européenne d’occupation biophysique des sols Corine Land Cover (CLC), est marquée par l'importance des territoires agricoles (80,5 % en 2018), une proportion identique à celle de 1990 (80,5 %). La répartition détaillée en 2018 est la suivante : 
prairies (38 %), terres arables (36,1 %), forêts (19,5 %), zones agricoles hétérogènes (6,4 %).
L'évolution de l’occupation des sols de la commune et de ses infrastructures peut être observée sur les différentes représentations cartographiques du territoire : la carte de Cassini (XVIIIe siècle), la carte d'état-major (1820-1866) et les cartes ou photos aériennes de l'IGN pour la période actuelle (1950 à aujourd'hui).

### Habitat et logement
En 2021, le nombre total de logements dans la commune était de 104, alors qu'il était de 100 en 2016 et de 97 en 2011.
Parmi ces logements, 88,5 % étaient des résidences principales, 1,9 % des résidences secondaires et 9,6 % des logements vacants. Ces logements étaient pour 94,1 % d'entre eux des maisons individuelles et pour 5,9 % des appartements.
Le tableau ci-dessous présente la typologie des logements à Verneuil-Grand en 2021 en comparaison avec celle de la Meuse et de la France entière. Une caractéristique marquante du parc de logements est ainsi la faible proportion des résidences secondaires et logements occasionnels (1,9 %) par rapport au département (4,8 %) et à la France entière (9,7 %).
| Typologie                                               | Verneuil-Grand | Meuse | France entière |
| ------------------------------------------------------- | -------------- | ----- | -------------- |
| Résidences principales (en %)                           | 88,5           | 83,2  | 82,2           |
| Résidences secondaires et logements occasionnels (en %) | 1,9            | 4,8   | 9,7            |
| Logements vacants (en %)                                | 9,6            | 12    | 8,1            |

### Voies de communication et transports
La commune est desservie par l'ancienne route nationale 381b (actuelle RD 981), reliant Montmédy à la frontière belge où elle se continue par la N 87 belge vers Virton.
Le territoire communal est tangenté au sud par le tracé de l'ancienne ligne de Montmédy à Écouviez, fermée en 1985 et aujoàurd'hui déposée. La station de chemin de fer la pl;us proche est la gare de Montmédy  désservie par des trains du réseau TER Grand Est (relations de Reims à Longwy et à Metz-Ville, et de Charleville-Mézières à Longwy).

### Risques naturels et technologiques
Verneuil-Grand a été victime d'inondations, coulées de boue et mouvements de terrain à la fin du mois de décembre 1999.

## Toponymie
Medietas villæ Vernioli-magny, Verniolum-magnum (1096) ; De Verneis (1183) ; Grand-Vernuel (1264) ; Grand-Vireuil (1656) ; Grand-Verneuil (1662) ; Grand-Vernul (1700)[réf. nécessaire].

En 1793, le village portait le nom de Grand Verneuil. Il a pris le nom de Verneuil (Grand) en 1801[réf. nécessaire].
Du gaulois -verno, « aulne », suivi du suffixe gaulois -ialo signifiant « champ, clairière » ; la forme primitive serait donc *Vernoialos, « la clairière des aulnes ».

## Histoire

### Moyen Âge
La première trace écrite du village remonte à 1096. Il s'agit d'une bulle d'Urbain II qui mentionne le village de Vernilum Magnum.

### Temps modernes
Avant 1790, Verneuil faisait partie du Luxembourg français, dans la prévôté bailliagère de Montmédy. Il était rattaché au diocèse de Trèves (archid. de Longuyon et doy. de Juvigny).

## Politique et administration

### Rattachements administratifs et électoraux

#### Rattachements administratifs
La commune se trouve depuis 1926 dans l'arrondissement de Verdun du département de la Meuse.
Elle faisait partie depuis 1793 du canton de Montmédy. Dans le cadre du redécoupage cantonal de 2014 en France, cette circonscription administrative territoriale a disparu, et le canton n'est plus qu'une circonscription électorale.

#### Rattachements électoraux
Pour les élections départementales, la commune fait partie depuis 2014 d'un nouveau canton de Montmédyporté de 25 à 45 communes.
Pour l'élection des députés, elle fait partie de la deuxième circonscription de la Meuse.

### Intercommunalité
Verneuil-Grand est membre de la communauté de communes du Pays de Montmédy, un établissement public de coopération intercommunale (EPCI) à fiscalité propre créé en 1999 et auquel la commune a transféré un certain nombre de ses compétences, dans les conditions déterminées par le code général des collectivités territoriales.

### Administration municipale
En raison de l'éligibilité des ressortissants européens, les Belges sont majoritaires au conseil municipal, au nombre de 6 contre 5 Français lors du mandat 2014-2020.

### Liste des maires
| Période                                  | Période                        | Identité              | Étiquette | Qualité                                                           |
| ---------------------------------------- | ------------------------------ | --------------------- | --------- | ----------------------------------------------------------------- |
| Les données manquantes sont à compléter. |                                |                       |           |                                                                   |
|                                          |                                |                       |           |                                                                   |
| mars 2001                                | décembre 2022                  | Daniel Dieu,          |           | Agriculteur-éleveur Chevalier du Mérite agricole Mort en fonction |
| février 2023                             | En cours (au 30 novembre 2023) | Marie-Pierre Noisette |           |                                                                   |

## Équipements et services publics
La commune s'est dotée en 2023 d'une nouvelle mairie.

## Population et société
Les habitants sont appelés les Verneuillais.

### Démographie
L'évolution du nombre d'habitants est connue à travers les recensements de la population effectués dans la commune depuis 1793. Pour les communes de moins de 10 000 habitants, une enquête de recensement portant sur toute la population est réalisée tous les cinq ans, les populations de référence des années intermédiaires étant quant à elles estimées par interpolation ou extrapolation. Pour la commune, le premier recensement exhaustif entrant dans le cadre du nouveau dispositif a été réalisé en 2008.

En 2022, la commune comptait 204 habitants, en évolution de +1,49 % par rapport à 2016 (Meuse : −4,4 %, France hors Mayotte : +2,11 %).
| 1793 | 1800 | 1806 | 1821 | 1831 | 1836 | 1841 | 1846 | 1851 |
| ---- | ---- | ---- | ---- | ---- | ---- | ---- | ---- | ---- |
| 262  | 350  | 375  | 359  | 392  | 435  | 444  | 485  | 508  |

| 1856 | 1861 | 1866 | 1872 | 1876 | 1881 | 1886 | 1891 | 1896 |
| ---- | ---- | ---- | ---- | ---- | ---- | ---- | ---- | ---- |
| 433  | 475  | 413  | 385  | 372  | 397  | 380  | 385  | 361  |

| 1901 | 1906 | 1911 | 1921 | 1926 | 1931 | 1936 | 1946 | 1954 |
| ---- | ---- | ---- | ---- | ---- | ---- | ---- | ---- | ---- |
| 358  | 346  | 331  | 283  | 269  | 262  | 247  | 189  | 205  |

| 1962 | 1968 | 1975 | 1982 | 1990 | 1999 | 2006 | 2008 | 2013 |
| ---- | ---- | ---- | ---- | ---- | ---- | ---- | ---- | ---- |
| 211  | 177  | 156  | 140  | 164  | 201  | 217  | 221  | 206  |

| 2018 | 2022 | - | - | - | - | - | - | - |
| ---- | ---- | - | - | - | - | - | - | - |
| 204  | 204  | - | - | - | - | - | - | - |

## Culture locale et patrimoine

### Lieux et monuments

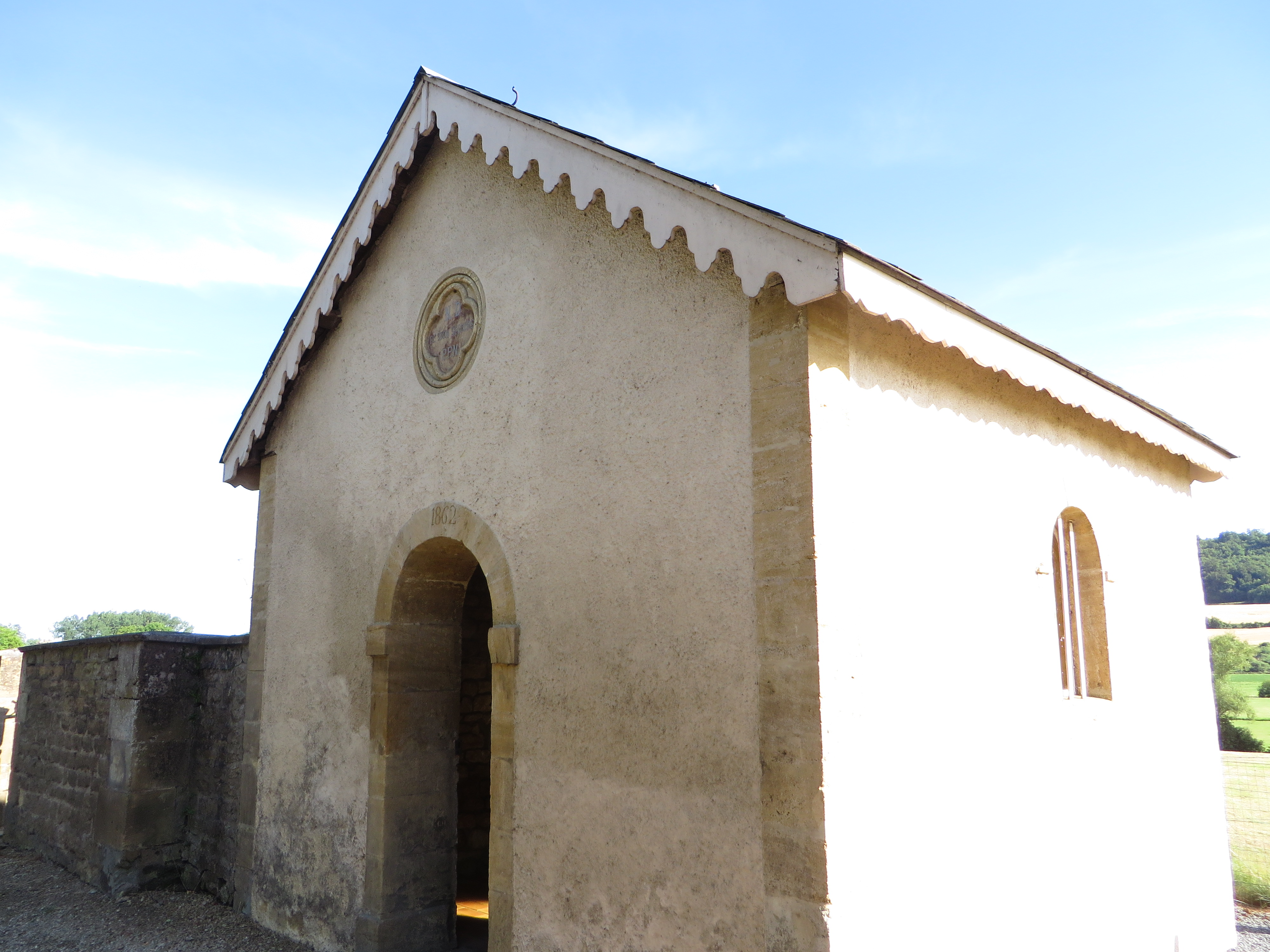
La chapelle Notre-Dame-de-Bon-Secours

- L'église paroissiale Saint-Médard, qui date du XIIe siècle. Son chœur a été restauré en 1720 et en 1760. Sa tour a été construite en 1767. L'église aurait fait l'objet de travaux de restauration en 1968[27]. 
Elle contient notamment une statuette en bois de saint Donat du XVIIIe ou du XIXe siècle[28], une statuette en bois de saint Hubert[29], une statuette de saint Raymond[30] ainsi qu'une de sainte Fine[31] de la même époque. 
Parmi les autres biens de l’église se trouve aussi une bannière de procession de saint Médard en satin et soie, du XIXe ou du XXe siècle[32].
- La mairie-école, de la seconde moitié du XIXe siècle[33]
- La chapelle Notre-Dame-de-Bon-Secours, construite en 1862[34].
- La chapelle dédiée à la Vierge, XXe siècle.
- Presbytère, du troisième quart du XVIIIe siècle[35].
- Maisons et fermes anciennes des XVIIIe et XIXe siècles[36].
- Maison ouvrière, 15 rue du Grande-Four, de la première moitié du XIXe siècle[37]
- Lavoir-abreuvoir de la Haute-Fontaine, construit dans la première moitié du XIXe siècle[38].
- Lavoir de la Grande-Fontaineconstruit dans la première moitié du XIXe siècle[39]
- Lavoir, route de Montmédy, en calcaire et pierre de taille, datant de la deuxième moitié du XIXe siècle[40].
- La croix des Mascarades, située en haut du village. Une première croix du XVIIe siècle, dont le socle est toujours visible, sur laquelle se trouvait un christ en croix, serait à présent chez un particulier. Sur cet emplacement on trouve actuellement un autre christ en croix de plus grande taille avec une Vierge, sainte Madeleine et saint Jean. D'après le service de l'Inventaire, cette croix commémorerait la mort d'un jeune homme à la suite d'une dispute un soir de carnaval. Une légende fait état d'une autre interprétation[41].
- Vestige d'un ouvrage du secteur fortifié de Montmédy de la ligne Maginot, la casemate Saint-Antoine, une casemate d’infanterie édifiée en 1929 ou 1930 qui domine la vallée de la Chiers[42],[43].

### Personnalités liées à la commune
- Mathieu Adnet, missionnaire français des missions étrangères de Paris au Japon, y est né.

## Pour approfondir